# Pavel Vranický
Pavel Vranický, noto anche con la forma germanizzata Paul Wranitzky e le relative varianti Wraniczky e Wranizky (Nová Říše, 30 dicembre 1756 – Vienna, 26 settembre 1808), è stato un compositore e violinista ceco, fratello di Anton Wranitzky.

## Biografia
Destinato al sacerdozio, Paul Wranitzky studiò inizialmente al monastero premostratense di Nová Říše (in tedesco Neureisch), piccolo paese situato in Moravia, e successivamente, nel 1770-1, a Jihlava (in tedesco Iglau), dove ricevette lezioni di canto, organo, violino e viola. A Olomouc iniziò a studiare teologia e allo stesso tempo emerse come violinista.

## Considerazioni sull'artista
Paul Wranitzky fu per i contemporanei un magnifico violinista e un rispettabile direttore d'orchestra, tant'è che sia Haydn che Beethoven lo preferivano come direttore delle proprie composizioni orchestrali; ad esempio Haydn insistette per ottenere la sua direzione per le varie rappresentazioni del suo oratorio La Creazione all'Akademie der Tonkünstler-Sozietät nel 1799 e 1800. Su iniziativa di Beethoven Wranitzky il 2 aprile 1800 diresse la prima esecuzione della prima sinfonia beethoveniana.
Nonostante il suo primo lavoro risalga al 1781, Wranitzky non fu noto come compositore prima degli anni 1786-1788. Egli compose 51 sinfonie, la maggior parte delle quali sono in quattro movimenti secondo lo schema tipico della sinfonia classica; tra queste si ricorda in particolare la sua Grande sinfonie caractéristique pour la paix avec la République françoise op.31, la quale, dopo esser stata rappresentata il 20 dicembre 1797, cadde in disgrazia in quanto il titolo della composizione fu sentito come una provocazione politica. Wranitzky pubblicò inoltre 56 quartetti per archi, la maggior parte basati sul modello del quatuor parigino in tre movimenti, nei quali egli esplorò l'emergente stile romantico.
La musica di Wranitzky cadde rapidamente nell'oblio dopo la sua morte, come ci viene riportato da Fétis:
(Fétis)

## Composizioni

### Musica per il teatro
- Oberon, König der Elfen (romantisches Spiel, librett di F. S. Seyler, basato su Oberon di C. M. Wieland, 1789, Vienna)
- Der dreifache Liebhaber (Spiel, 1791, Berlino; perduto)
- Walmir und Gertraud, oder Man kann es ja probieren (operetta, libretto di J. B. Michaelis, 1791, Vienna)
- Rudolf von Felseck (Die Schwarzthaler Mühle; La tempesta) (Spiel, libretto di J. Korompay, 1792, Vienna; perduto)
- Merkur, der Heiratsstifter, oder Der Geiz im Geldkasten (Spiel, 1793, Vienna; perduto)
- Die Post-Station (Spiel, libretto di S. F. Küstner, 1793, Vienna; musica perduta)
- Das Fest der Lazaronen (operetta, libretto di J. Perinet, 1794, Vienna)
- Die Weinlese (La vendemmia; Les vendanges) (balletto, 1794, Vienna)
- Das Maroccanische Reich (opera, 1794-5, Vienna)
- Die gute Mutter (opera, libretto di Johann Baptist von Alxinger, 1795, Kärntnertortheater di Vienna)
- Zephir und Flora (balletto, 1795, Vienna)
- Rollas Tod (musica da scena, 1795, Vienna)
- Das Waldmädchen (La selvaggia) (balletto, 1796, Vienna)
- Die Luftfahrer (balletto, 1797, Vienna)
- Johanna von Montfaucon (romantisches musikalisches Gemälde, libretto di Kotzebue, 1799, Vienna)
- Der Schreiner (Spiel, libretto di Kotzebue, 1799, Vienna)
- Die Waise der Berghöhle oder Der Zauber der beiden Bildnisse (balletto, 1800, Vienna)
- Das Urteil des Paris (balletto, 1801, Vienna)
- Das Picknick der Götter (divertissement, 1804, Vienna)
- Der Raub der Sabinerinnen (balletto, 1804, Vienna)
- Das Mitgefühl (Liederspiel, libretto di F. Treitschke, 1804, Vienna)
- Zufriedenheit mehr als Reichtum, oder Der Tyroler Jahrmarkt, balletto, 1805, Vienna)
- Medea (parodia di Medea und Jason di Georg Benda, 1796, Vienna)

### Musica strumentale

#### Per orchestra
- 51 sinfonie
- 3 concerti per violino
- Concerto per flauto, op. 24
- Concerto per violoncello, op. 27
- Sinfonia concertante per flauto e oboe, op. 39
- Sinfonia grande con pianoforte
- Sinfonia con clavicembalo e violino solo
- La chasse per pianoforte, 2 flauti, 2 oboi, 2 clarinetti, 2 corni, 2 fagotti e timpani, op. 44
- Diversi divertimenti e danze
- Arrangiamenti di quartetti per archi di Haydn come 3 (6) divertissemens per 2 violini, viola, violoncello, flauto, oboe, 2 corni e basso

#### Da camera
- Quintetti per archi:
  - 6 quintetti autografati come sinfonie arrangiati come 6 sestetti per flauto, oboe, violino, 2 viole e violoncello (1788, Vienna)
  - 3 quintetti, op. 11 (1791, Parigi)
  - 6 quintetti, op. 18 (1792-3, Parigi)
  - 3 quintetti concertanti, op. 14 (1792-3 circa, Parigi)
  - 3 quintetti, op. 29 (1794, Offenbach)
  - Grand quintetto, op. 45 (1803 circa, Offenbach)
- Quartetti per archi:
  - 3 quartetti, op. 1 (1788, Vienna)
  - 3 quartetti, op. 2 (1788, Vienna)
  - 6 quartetti, op. 4 (1787)
  - 6 quartetti, op. 15 (1791, Offenbach)
  - 6 quartetti, op. 9 (1791, Speyer)
  - 6 quartetti, op. 16 (1793, Parigi)
  - 6 quartetti, op. 23 (1793, Offenbach)
  - 6 quartetti, op. 30 (1794, Offenbach)
  - 6 quartetti, op. 32 (1798 circa, Augusta)
  - 3 quartetti, op. 40 (1803 circa, Vienna)
  - Quartetto, op. 41 (1803-4 circa, Offenbach)
  - Quartetto, op. 45 (1803-4 circa, Offenbach)
  - Quartetto, op. 49 (1803-4 circa, Offenbach)
  - Altri 4 quartetti
- Trii per archi (violino, viola, violoncello):
  - 6 trii per 2 violini e violoncello, op. 13 (1781)
  - 6 trii (1788, Vienna)
  - 3 (6) trii concertanti, op. 17
  - 3 trii op. 3
  - 3 trii concertanti, op. 20 (1793, Offenbach)
  - 3 trii
- 6 quartetti per flauto, violino, viola e violoncello (1786-7, Vienna)
- 3 sonate per violino e viola (1789)
- 6 quintetti per oboe, violino, 2 viole e violoncello, op. 1 (1789, Offenbach)
- 3 sonate per clavicembalo/fortepiano, violino e violoncello, op. 1 (1793, Vienna)
- Sonata in re magg. per clavicembalo/fortepiano, violino e violoncello, op. 2 (1793, Vienna)
- 3 quartours arrangiati per clarinetto e archi (1793-5 circa, Parigi)
- 3 quartours per flauto, violino, viola e violoncello, op. 28 (1794, Offenbach)
- Sonata per clavicembalo/fortepiano e flauto, op. 31 (1794, Offenbach)
- 3 quartetti per flauto, violino, viola e violoncello, op. 17 (1794, Vienna)
- 6 duo per 2 flauti, op. 2 (1798, Berlino)
- 4 quintetti per oboe, flauto, 2 viole e violoncello, op. 3 (1798-1800, Berlino)
- 3 divertissements en trio per fortepiano, violino e violoncello, op. 32 (1799, Offenbach)
- 6 duo concertanti per 2 flauti, op. 33 (1798 circa, Augusta)
- 3 divertssements per fortepiano, violino, viola e violoncello, op. 34 (1798 circa, Offenbach)
- 3 duo per 2 flauti, op. 42 (1804, Offenbach)
- 3 trii per 2 flauti e violoncello, op. 53 (1806-7, Offenbach)
- 6 divertimenti per violino, oboe/violino, 2 viole, 2 corni ad lib. e basso
- Partita per 2 oboi, 2 clarinetti, 2 fagotti e 2 corni

### Altra musica
- Missa per soprano, contralto, tenore e basso e 2 orchestre
- Altri lavori sacri di dubbia attribuzione
- Die Fürstenleier (cantata per soli, coro e orchestra, 1797)
- Canti massonici (1785 circa, in gran parte perduti)
- Numerosi canoni per 2-4 voci
- 3 sonate per clavicembalo/fortepiano, op. 22 (1793, Offenbach)
- 2 sonate a 4 mani
- Polonaise a 4 mani
- Feldmarsch des russischen Generals Benningsen